# کارل هایسن
کارل هایسن (انگلیسی: Carl Hiaasen) روزنامه‌نگار و رمان‌نویس آمریکایی است.